# Подліпе (Олькуський повіт)
Подліпе (пол. Podlipie) — село в Польщі, у гміні Болеслав Олькуського повіту Малопольського воєводства.
Населення — 1146 осіб (2011).
У 1975-1998 роках село належало до Катовицького воєводства.

## Демографія
Демографічна структура станом на 31 березня 2011 року:
|          | Загалом | Допрацездатний вік | Працездатний вік | Постпрацездатний вік |
| -------- | ------- | ------------------ | ---------------- | -------------------- |
| Чоловіки | 553     | 101                | 373              | 79                   |
| Жінки    | 593     | 84                 | 342              | 167                  |
| Разом    | 1146    | 185                | 715              | 246                  |